# Gaspard Malo
Pour les articles homonymes, voir Malo.
Thomas Gaspard Malo, né le 21 février 1804 à Dunkerque (Nord) et décédé le 7 septembre 1884 dans la Section des bains de Rosendaël (Nord), est un industriel et un homme politique français.
Il est à l'origine de la création de la commune de Malo-les-Bains et du service de remorquage du port de Dunkerque.

## Biographie
Fils d'un corsaire de l'Empire (Guillaume Gaspard Nicolas Malo, 2 décembre 1770 Dunkerque- 15 avril 1835 Dunkerque, réputé pour son intrépidité, membre de la loge maçonnique La Trinité de Dunkerque), il est capitaine au long cours, armateur et industriel.
Militant libéral, il combat aux côtés des constitutionnels portugais dans les années 1830.
En 1834 il devient membre de la Société Humaine créée par Benjamin Morel dont l'objet est de porter secours aux bateaux en perdition et secours aux personnes profitant des bains de mer.
Le 23 avril 1848, il entre dans la vie politique en se faisant élire député du Nord à l'Assemblée nationale, siégeant avec les républicains partisans du général Cavaignac. À la fin de son mandat il revient à Dunkerque.
En 1852, la goélette dunkerquoise « Indépendance » commandée par le capitaine Allémès, armée par Louis Victor Marziou et sous-traitée par Gaspard Malo, transporte des émigrants de la Loterie des lingots d'or, dont Fanny Loviot.
Le 11 février 1858, il achète à la ville de Dunkerque 657 hectares de dunes. Il y tente, sans succès, la culture de la luzerne puis celle des pins maritimes, et décide alors de niveler cet espace dunaire et de le vendre en terre à bâtir. 
Le 8 août 1858, il accepte le poste de président, décliné en 1857, de l'Orphéon dunkerquois, société se donnant pour objectif de propager le goût de la musique dans la commune et de favoriser la réalisation de concerts. 
En 1859 il construit et exploite, avec son frère Célestin, le premier remorqueur à vapeur dunkerquois baptisé Orphéon. 
Il meurt dans la villa la « Belle Plage » sur le bord de mer après avoir quitté sa ferme de l'Avenue du Casino, le 7 septembre 1884.

## Hommage
- Une avenue de Malo-les-Bains porte son nom depuis le 21 février 1889[10].
- Une statue en son honneur est inaugurée à Malo-les-Bains le 2 septembre 1894 à l'intersection des avenues Faidherbe et de Bel-Air (actuellement avenue Adolphe Geeraert,  en 1971 elle sera déplacée vers la cour d'honneur de la mairie de Malo-les-Bains[11].

- Un collège porte son nom  à Malo-les-Bains depuis le 25 mai 1977 (mis en service en 1972)[12],[13].

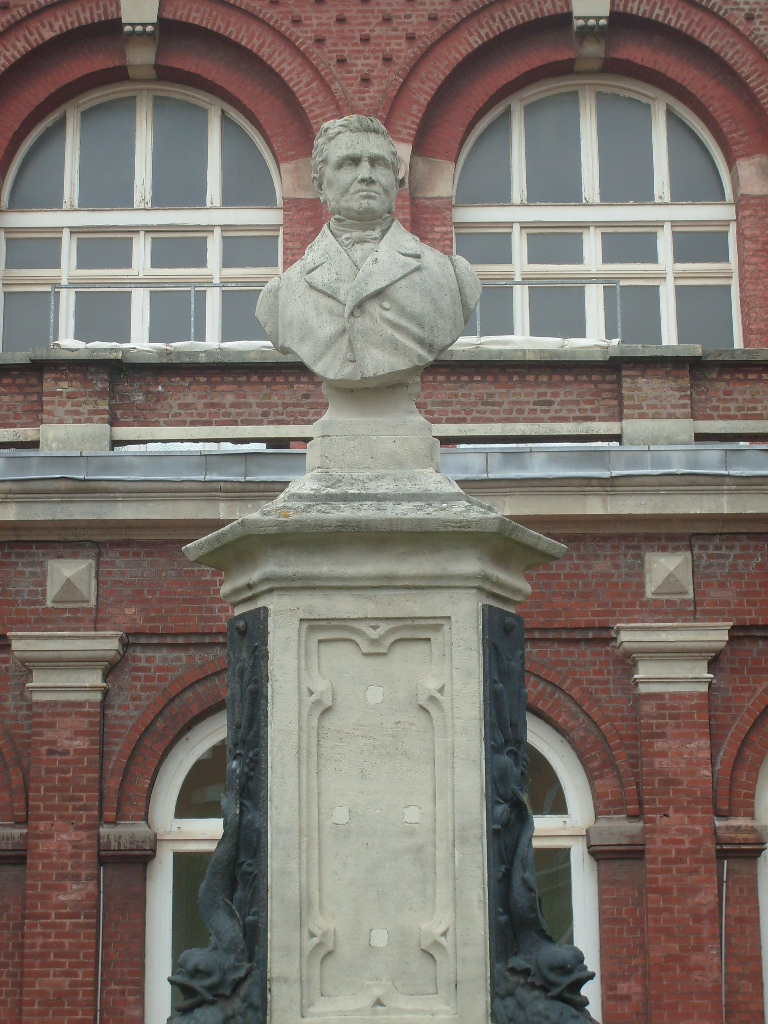
Buste de Gaspard Malo
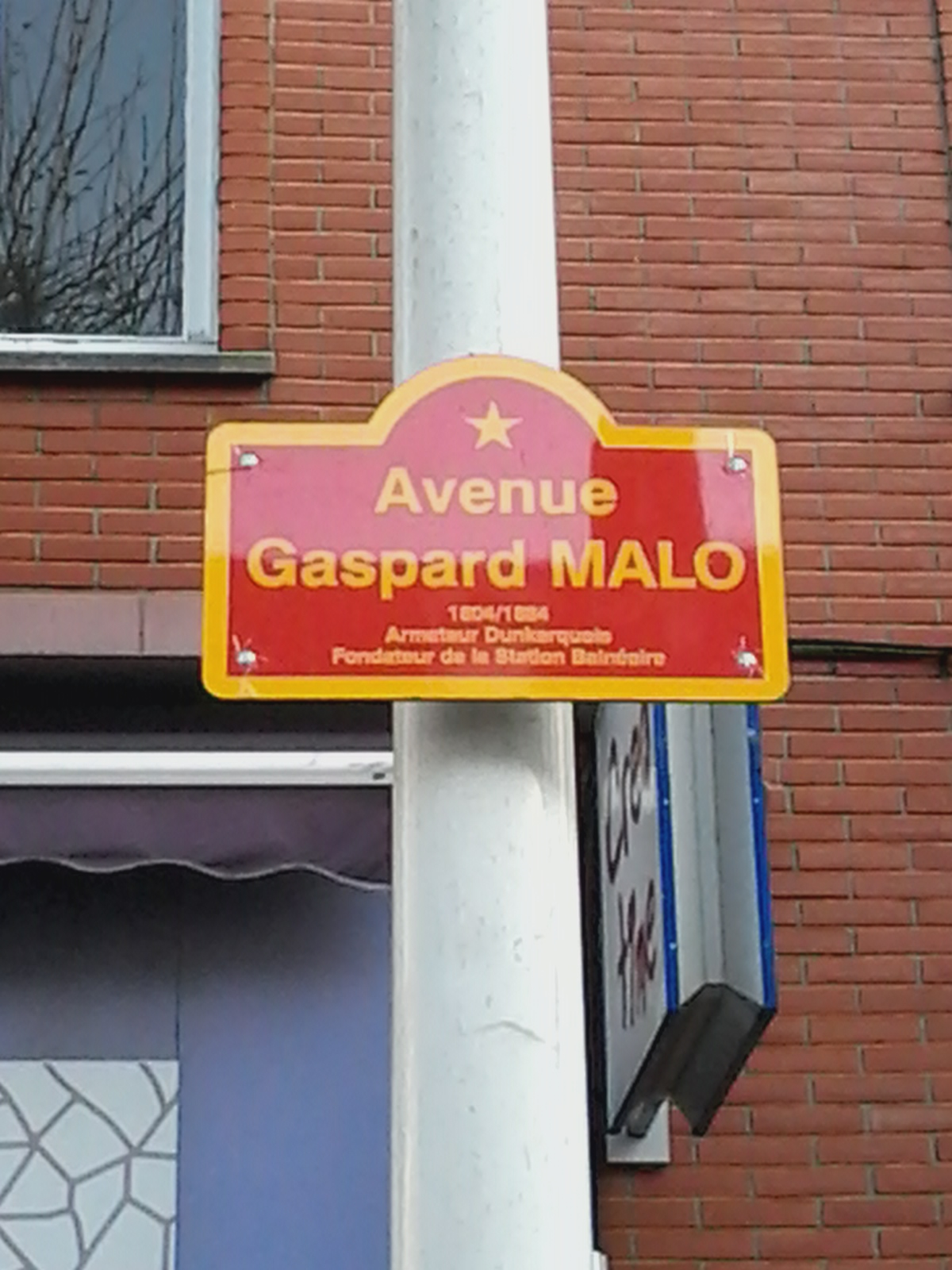
Avenue Gaspard Malo
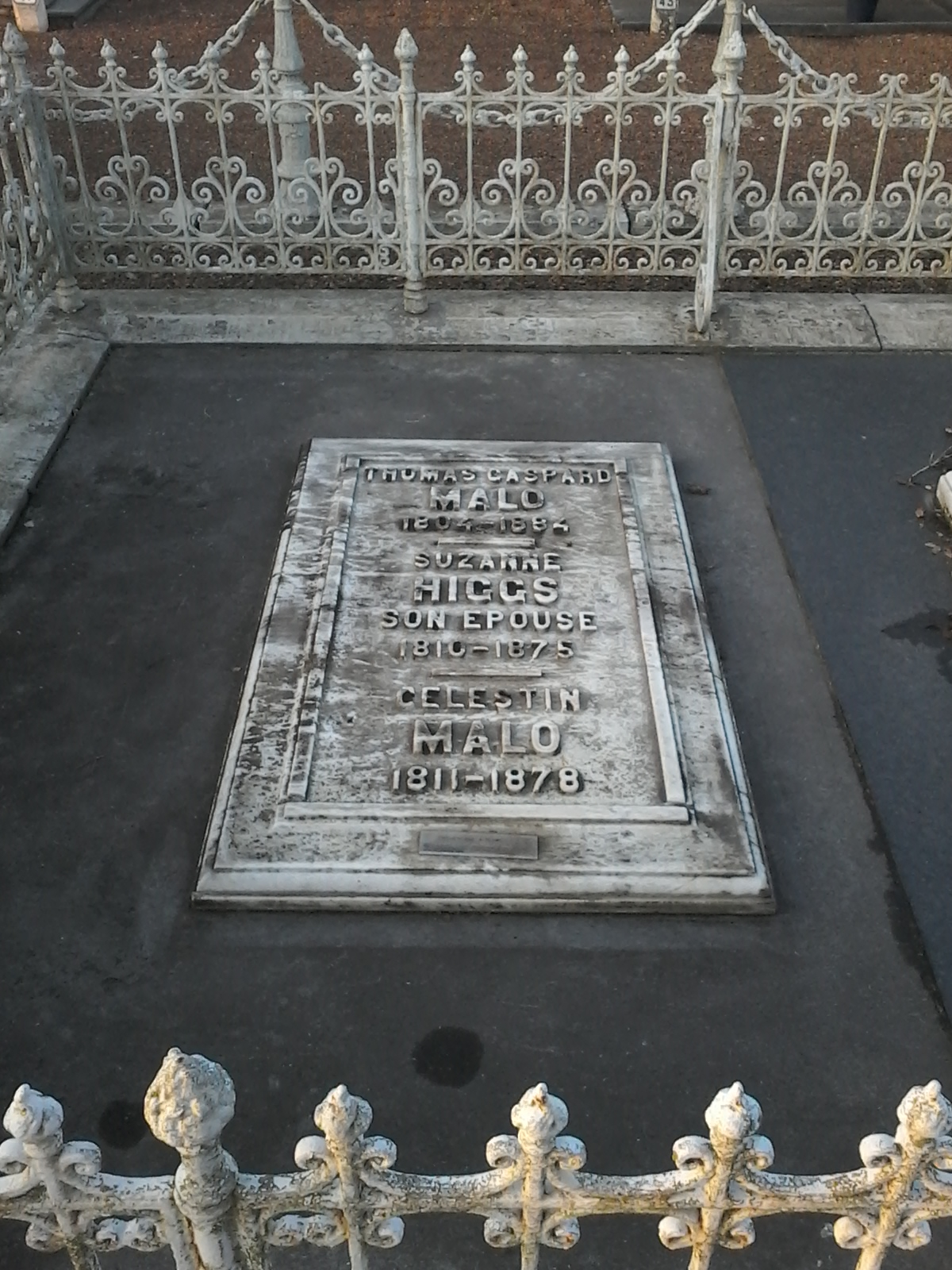
Tombe de Gaspard Malo
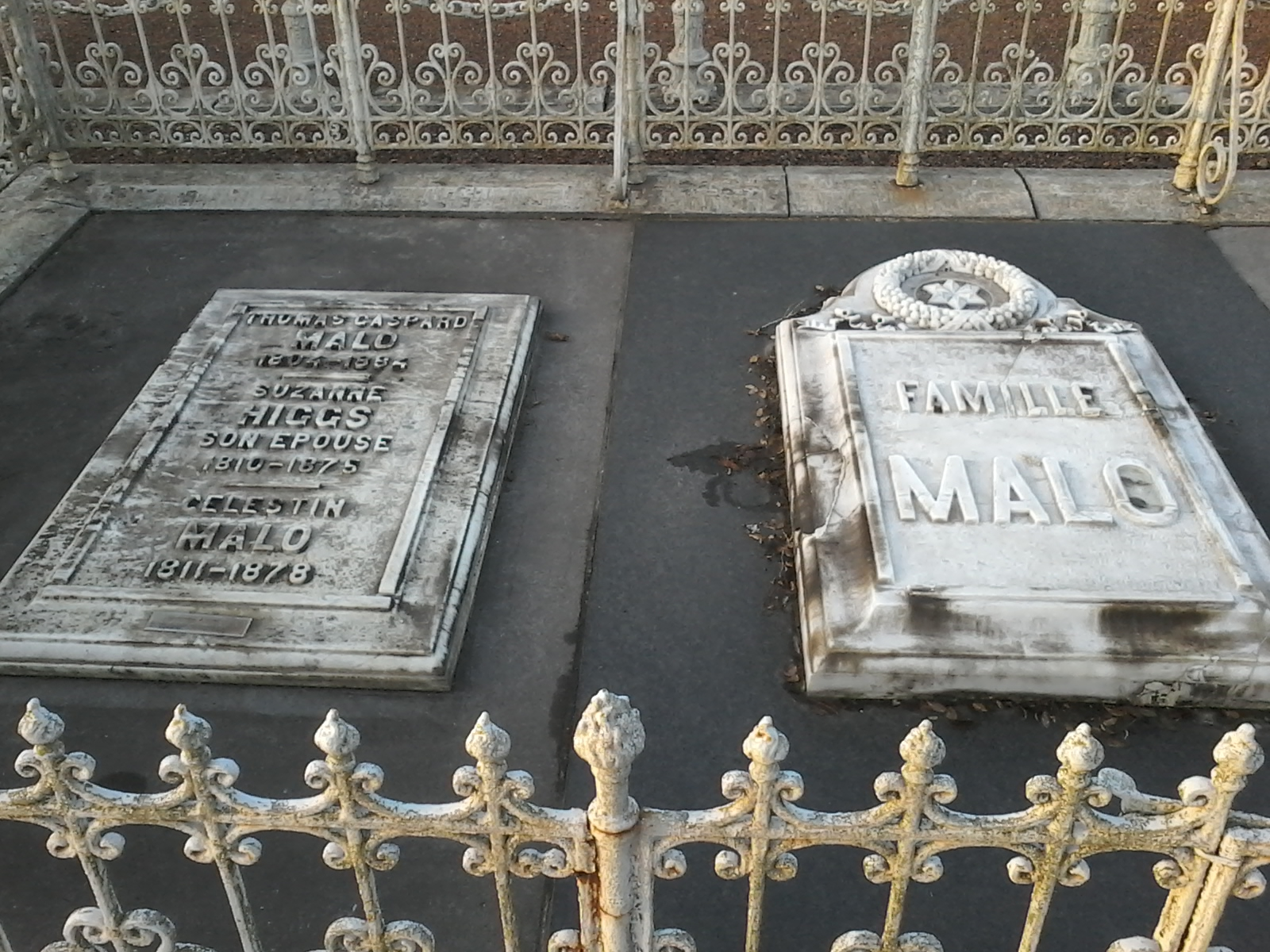
Tombe de Gaspard Malo
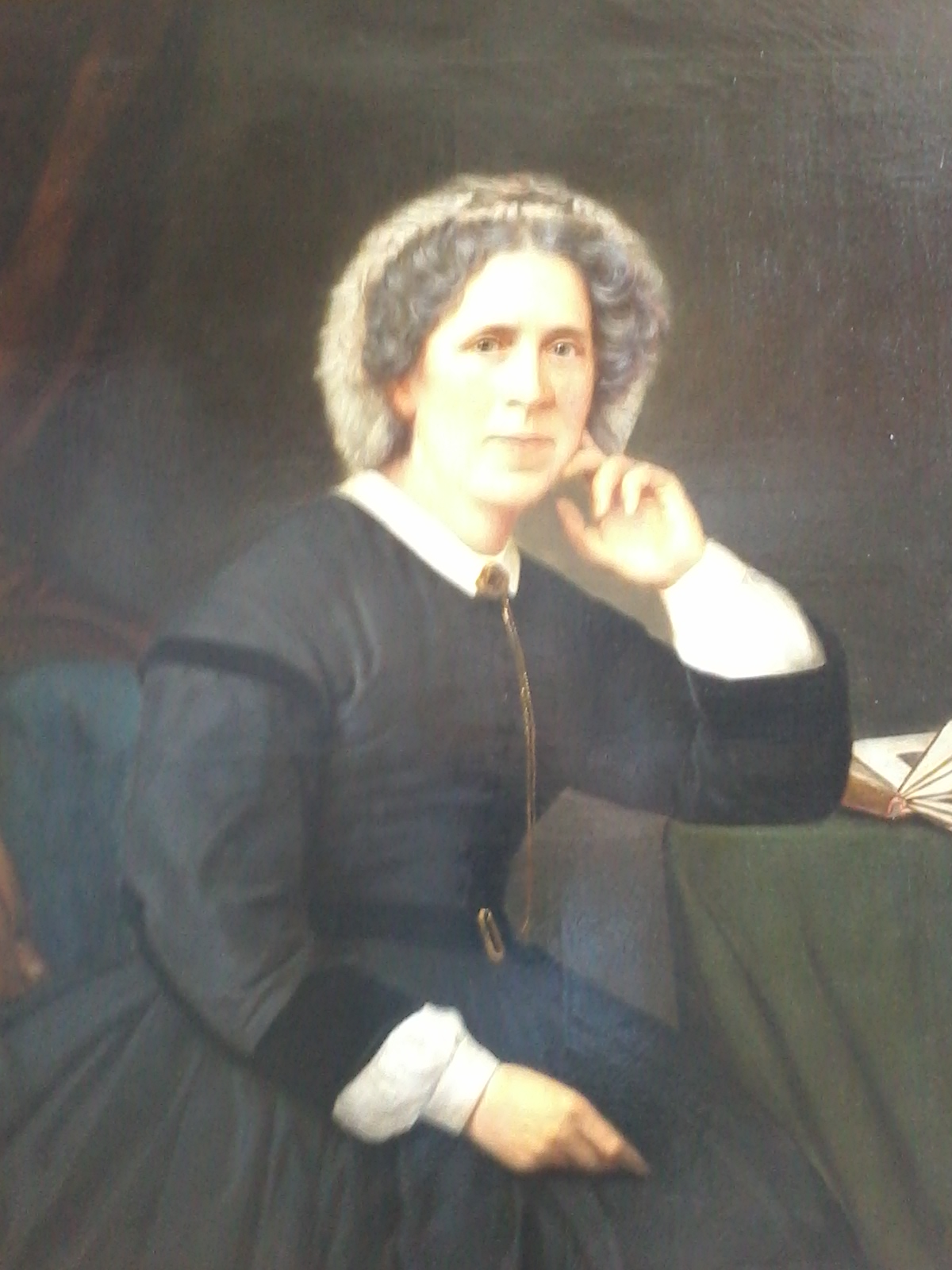
Suzanne Higgs épouse de Gaspard Malo

## Sources et bibliographie
- Jean-François Miniac, Les Mystères de la Manche, chapitre sur le récit du voyage de l'Indépendance, de Borée, 2009.
- « Gaspard Malo », dans Adolphe Robert et Gaston Cougny, Dictionnaire des parlementaires français, Edgar Bourloton, 1889-1891 [détail de l’édition]
- Jocelyne et Lysiane Denière, Gaspard et Célestin Malo, deux vies hors du commun, éditions J et L Denière, 2016.